# Callitettix coomani
Callitettix coomani är en insektsart som beskrevs av Victor Lallemand 1946. Callitettix coomani ingår i släktet Callitettix och familjen spottstritar. Inga underarter finns listade i Catalogue of Life.